# Walloon Brabant
Walloon Brabant (tiếng Pháp: Brabant-Wallon, tiếng Hà Lan: Waals-Brabantⓘ, tiếng Wallon: Roman Payis) là một tỉnh trong vùng Wallonia, Bỉ. Tỉnh này giáp với (từ phía bắc theo chiều kim đồng hồ): tỉnh Flemish Brabant (vùng Flemish) và các tỉnh Liège, Namur cũng như tỉnh Hainaut (Wallonia). Tỉnh lỵ là Wavre. Tỉnh có diện tích 1.093 km² và gồm 1 huyện với 27 đô thị.
Walloon Brabant đã được lập năm 1995 khi tỉnh Brabant được tách thành 3 phần: hai tỉnh mới Walloon Brabant và Flemish Brabant, vùng thủ đô Brussels.
Tại thời điểm tháng 1 năm 1999, tỉnh này có dân số 347.423 người, mật độ dân số 318 người / km²

## Các đô thị

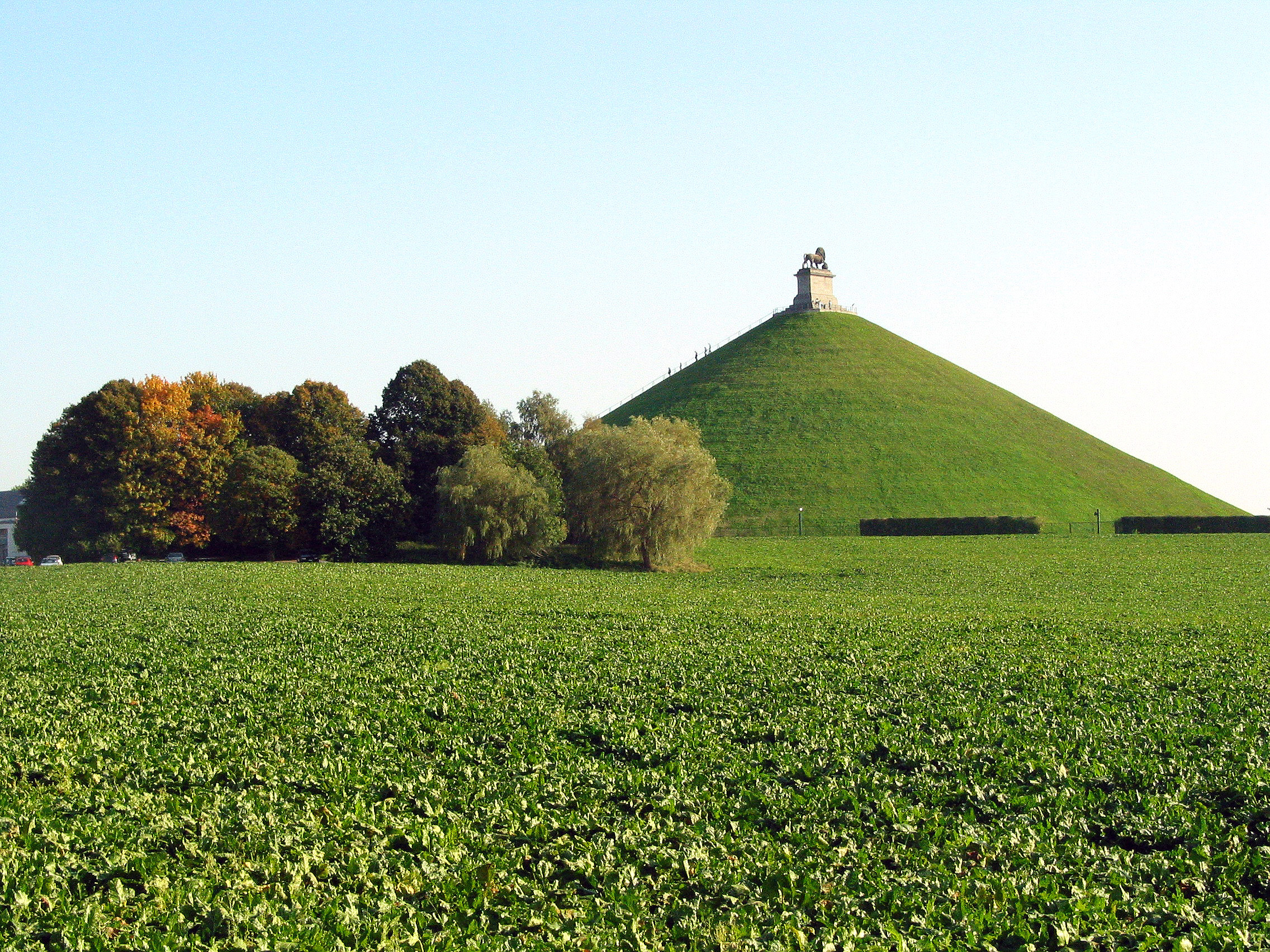
Butte du lion ở Waterloo

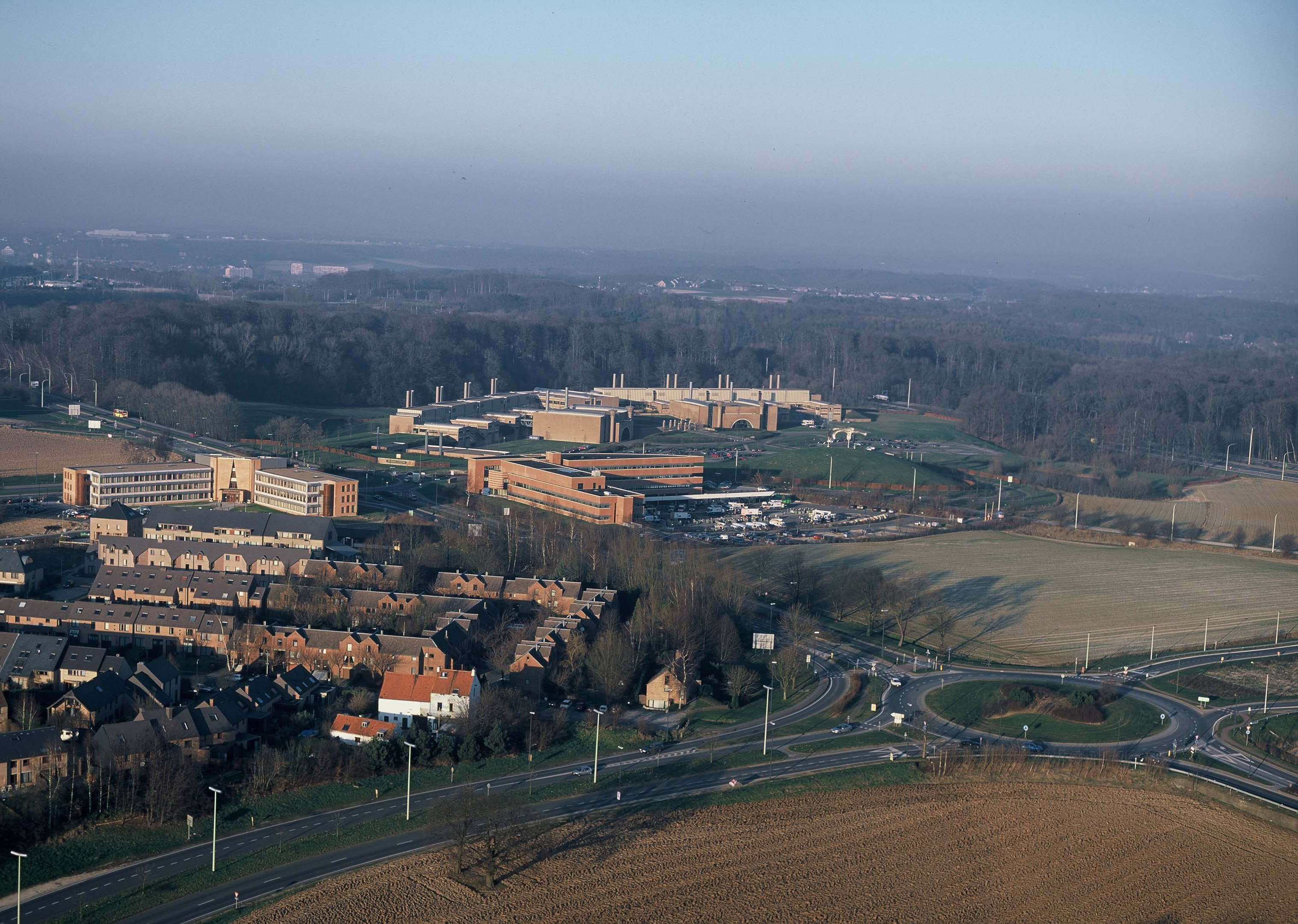
Công viên khoa học Louvain-la-Neuve nhìn từ trên cao

- Beauvechain (Bevekom)
- Braine-l'Alleud (Eigenbrakel)
- Braine-le-Château (Kasteelbrakel)
- Chastre
- Chaumont-Gistoux
- Court-Saint-Etienne
- Genappe
- Grez-Doiceau
- Hélécine (Heilissem)
- Incourt
- Ittre
- Jodoigne (Geldenaken)
- La Hulpe (Terhulpen)
- Lasne
- Mont-Saint-Guibert
- Nivelles (Nijvel)
- Orp-Jauche (Gete)
- Ottignies-Louvain-la-Neuve
- Perwez
- Ramillies
- Rebecq
- Rixensart
- Tubize (Tubeke)
- Villers-la-Ville
- Walhain
- Waterloo
- Wavre (Waver)